# Mageia
Mageia je počítačový operační systém založený na Linuxu, vznikla jako fork operačního systému Mandriva. Systém vyvíjí komunita a je podporován nevýdělečnou organizací Mageia.Org. Tuto organizaci řídí rada zvolená samotnými vývojáři.
Mageia se snaží zaujmout svou decentralizovaností a důrazem na otevřenost.

## Historie
Historie distribuce Mageia se začíná psát v polovině roku 2010, kdy se objevily problémy ve vývoji systému Mandriva. Organizace Mandriva SA, která měla jeho vývoj na starost změnila majitele, uzavřela oddělení Edge-IT, které se staralo o začleňování novinek do systému a došlo k velkému odchodu zaměstnanců. Tito zaměstnanci a další příznivci a vývojáři proto 18. září 2010 oznámili, že vytvářejí nový operační systém založený na Mandrivě.
Prvního června následujícího roku vyšla první verze.

## Vývoj
Nová verze je uvolněna každých 9 měsíců, podpora této verze pak trvá minimálně 18 měsíců. Pro připravovanou verzi 5 to již neplatilo, její vývoj trval podstatně déle (z toho důvodu vyšla minoritní verze 4.1) a stejné to bylo i s verzí 6 (proto vyšla minoritní verze 5.1). Verze 7 vyšla necelé dva roky po verzi 6.

### Verze
| Verze | Datum vydání      | Konec podpory     | Verze kernelu | Poznámka, hlavní vlastnosti |
| ----- | ----------------- | ----------------- | ------------- | --- |
| 1     | 1. červen 2011    | 1. prosinec 2012  | 2.6.38        | |
| 2     | 22. květen 2012   | 22. listopad 2013 | 3.3.6         | Přechod na systemd |
| 3     | 19. květen 2013   | 26. listopad 2014 | 3.8.13        | Věnována zesnulému vývojáři Eugeni Dodonovovi, přidán Steam do repozitářů. |
| 4     | 1. únor 2014      | 19. září 2015     | 3.12.8        | Nová uvítací obrazovka, podpora UEFI, odstraněno GNOME 2. |
| 4.1   | 20. červen 2014   | 19. září 2015     | 3.12.21       | Aktualizovány ISO obrazy verze 4, mj. kvůli chybě v OpenSSL/Heartbleed. |
| 5     | 20. červen 2015   | 31. prosinec 2017 | 3.19          | lepší podpora UEFI, btrfs, v GTK+ přechod na téma Adwaita, nový způsob sestavování balíčků (s menšími závislostmi), návrat transkodéru HandBrake (s podporou x265), freshplayerplugin umožňující používat Chrome/pepperflash ve Firefoxu ad. |
| 5.1   | 2. prosinec 2016  | 31. prosinec 2017 | 4.4.32        | Aktualizované instalační obrazy verze 5, z důvodu zpoždění verze 6. Podpora NVMe. |
| 6     | 16. červenec 2017 | 30. září 2019     | 4.9.35 LTS    | KDE Plasma 5, DNF, nové téma ikon, výchozí Grub2, nové ISO Xfce Live, |
| 6.1   | 5. října 2018     | 30. září 2019     | 4.14.70 LTS   | Firefox – 60.2, Chromium – 68, LibreOffice – 5.3.7.2, Plasma – 5.12.2, GNOME – 3.24.3, Xfce – 4.12.0, VLC – 3.0.2 |
| 7     | 1. červenec 2019  | 30. červen 2021   | 5.1.14        | vylepšená podpora pro Wayland, podpora MP3, přepracovaná uvítací obrazovka MageiaWelcome, podpora aarch64 (odstraněna podpora ARMv5), pro UEFI boot alternativně rEFInd (ke Grub2), LXDE stále podporováno |
| 7.1   | 11. červenec 2019 | 30. červen 2021   |               | rebuild instalačních ISO: oprava pro CPU AMD Ryzen 3000, novější verze systemd, záplaty k datu 11.7.2019 |
| 8     | 26. únor 2021     | 30. listopad 2023 | 5.10.16 LTS   | vylepšená podpora pro Wayland a 32 i 64bit ARM, LXDE stále podporováno, dále rpm 4.16.1.2, urpmi 8.125, dnf 4.6.0, Mesa 20.3.4, KDE Plasma 5.20.4, GNOME 3.38, Xfce 4.16, Firefox 78.7 ESR, Chromium 88, LibreOffice 7.0.4.2, instalátor s podporou WPA2, vylepšená podpora F2FS, dále NILFS, XFS, exFAT a Windows 10 NTFS, komprese metadat Zstd, šifrované LVM/LUKS. |
| 9     | 27. srpen 2023    | 31. březen 2025   | 6.4           | Mesa 23.1, X.Org 21.1.8 + XWayland 22.1.9, Grub2 2.0.6 + rEFInd, KDE Plasma 5.27 (plus alternativní liquidshell), GNOME 44.2, Xfce 4.18, LXQt 1.3.0 (a stále i LXDE), MATE 1.26, Cinnamon 5.6, Enlightenment E25.4, LibreOffice 7.5, Chromium z patentových důvodů v tainted, GCC 12.3, nový nástroj remove-old-kernels, nová implementace NFS, RPM databáze postavena na SQLite + RPM 4.18. Stage1 obraz komprimovaný Zstd místo gzip, draksound umí přepínat mezi PulseAudio a PipeWire, menší minimální instalace než u Mageia 4.. |